# África de las Heras Gavilán
África de las Heras Gavilán (Ceuta, 27 d'abril de 1909 – Moscou, 8 de març de 1988) va ser una militant comunista espanyola nacionalitzada soviètica i una destacada espia del KGB el nom del qual en clau era Patria si bé va adoptar els noms de María Luisa de las Heras de Darbat, María de la Sierra, Patricia, Ivonne, María de las Heras, Znoi o María Pavlovna.

## Joventut
Va néixer en una família benestant, ja que el seu pare era Manuel Lasheras Jiménez, militar mort el 1930 a Jaca després de ser disparat en contenir una rebel·lió republicana, i neboda de Julián Francisco Lasheras, advocat i alcalde de Ceuta. Es traslladà a Madrid per estudiar en un col·legi de monges.
Les dades sobre els seus primers anys de la seva vida són escassos i no se sap gaire d'ella fins a 1930, any en el qual apareix militant i participant activament en el Partit Comunista d'Espanya.
Quatre anys més tard participa activament en la Revolució d'octubre de 1934 en Astúries, lloc on coneix a l'històric dirigent comunista Santiago Carrillo. El 1936 s'integra en les Joventuts Socialistes Unificades catalanes i un any més tard comanda una de les patrulles ciutadanes de Barcelona amb seu en el nàutic de la ciutat. En aquesta època es casa amb Luis García Lago, antic empleat de banca i militant comunista.
En aquest any torna a Ceuta per última vegada per avisar el seu oncle del perill que corria.

## Marxa a l'URSS
El 1937 és reclutada per alguns agents de la NKVD a Espanya —Nahum Eitingon, l'hongarès Ernő Gerő i el rus Aleksandr Orlov—, i enviada a Moscou per a ser instruïda.
Es creu que l'encarregada d'introduir-la en l'espionatge és Caritat Mercader —mare de Ramon Mercader, l'assassí de Trotski—, que dirigia un comando de xoc juntament amb el seu amant, l'ucraïnès Pavel Sudoplatov.
Després de la instrucció, se li encomana la seva primera missió, per la qual cosa es trasllada a Noruega.

### Estada a Mèxic
A Noruega la seva missió és entrar en contacte amb militants trotskistes. Entaula relació amb l'equip de Trotski, i aconsegueix infiltrar-se i convertir-se en la seva secretària a Mèxic. Una vegada a Mèxic es dedica a passar informació a la NKVD; d'aquesta forma ajuda al seu compatriota Ramon Mercader a organitzar l'assassinat de Trotski per ordre de Stalin.
Abandona Mèxic precipitadament i es manté amagada al celler d'un vaixell davant la presència al país d'Aleksander Orlov —cap dels serveis secrets soviètics instal·lats en Espanya, on s'havien conegut—, que havia desertat en témer la purga de Stalin i anava als Estats Units.

### La Segona Guerra Mundial
El 1941 arriba a l'URSS procedent de Mèxic tornant al KGB. Estudia primer infermeria i més tard radiotelegrafia, i fou nomenada responsable de radiotransmisions. Després de la finalització dels cursos és enviada en maig de 1942 al destacament guerriller Els Vencedors. Salta en paracaigudes als boscos de Vínnitsia (Ucraïna) després de les línies alemanyes, juntament amb altres espanyols, per interceptar les comunicacions i enviar missatges erronis als alemanys.
El 1944, després de dos anys de guerrilles, torna a Moscou ingressant en el KGB, on rep un nou curs d'espionatge.

## La Guerra Freda
Després de la finalització de la Segona Guerra Mundial comença la seva tasca d'espia dins del KGB, signant els seus informes amb el sobrenom de Patria.

### París
El 1946 s'instal·la a París provinent de Berlín amb l'àlies de María Luisa de las Heras fent-se passar per una refugiada del règim franquista. En aquesta ciutat coneix a l'escriptor uruguaià Felisberto Hernández, amb qui es va casar. El 1947 es trasllada a Espanya, i l'any següent és enviada a Uruguai.

### Uruguai
Es casa el 1948 amb Felisberto aconseguint d'aquesta forma arribar a Montevideo al desembre de 1948, exercint de modista com a tapadora. El seu matrimoni, a part d'atorgar-li la nacionalitat uruguaiana, li serveix per infiltrar-se en la classe alta de Montevideo i realitzar noves amistats que li ajudaran més tard en la seva labor secreta. El 1950 el matrimoni se separa sense que el seu marit sabés la veritable professió d'Àfrica.
El 1956 es trasllada a Buenos Aires per actuar com a enllaç del recentment designat cap d'espionatge al Con Sud anomenat Giovanni Antonio Bertoni àlies Valentino Marchetti, Marko. Es casa aquest mateix any amb ell per ordre del KGB, que veia en aquestes noces una bona solució per millorar i facilitar el treball de tots dos espies. El matrimoni inicia un negoci d'antiguitats al nucli antic de Montevideo.
En la seva etapa sud-americana realitza nombroses missions, servint a més d'enllaç entre els diferents espies i la seu central a Moscou. Es creu que ella va ser qui va transmetre al KGB la informació de la invasió de Bahía de Cochinos.

## Últims anys
El 1967 torna a l'URSS, després de la dubtosa defunció de Valentino, havent de realitzar tres noves missions a l'estranger fins que el 1971 és destinada a la instrucció de nous agents en la Lubianka, seu central del KGB, principalment per a operacions a països hispanoparlants.
El 1985, tres anys abans de la seva mort, abandona oficialment el KGB.
Mor a Moscou el 8 de març de 1988 per problemes cardíacs, i és enterrada amb honors militars al cementiri moscovita de Kuntsevskoje, en la làpida del qual apareix la paraula Patria escrita en castellà juntament amb el text "Coronel Àfrica de las Heras, 1909-1988" en rus.

## Condecoracions
Per la seva tasca al KGB va arribar al grau de coronel, sent responsable entre la Segona Guerra Mundial i la dècada dels setanta de la política de l'agència per Europa i Amèrica Llatina. Va rebre el títol de Col·laboradora Honoraria dels Òrgans de Seguretat de l'Estat.
Per la seva tasca va rebre una dotzena de condecoracions, essent l'espanyola més condecorada per l'URSS, entre les quals destaquen:
- Dues vegades amb l'Estrella Roja
- Orde de la Gran Guerra Pàtria de II Grau
- Medalla Guerriller de la Guerra Pàtria de I Grau
- Dues vegades Medalla Per la Valentia
- Orde de Lenin, una de les majors condecoracions de la Unió Soviètica.